# Thannhausen (Adelsgeschlecht)

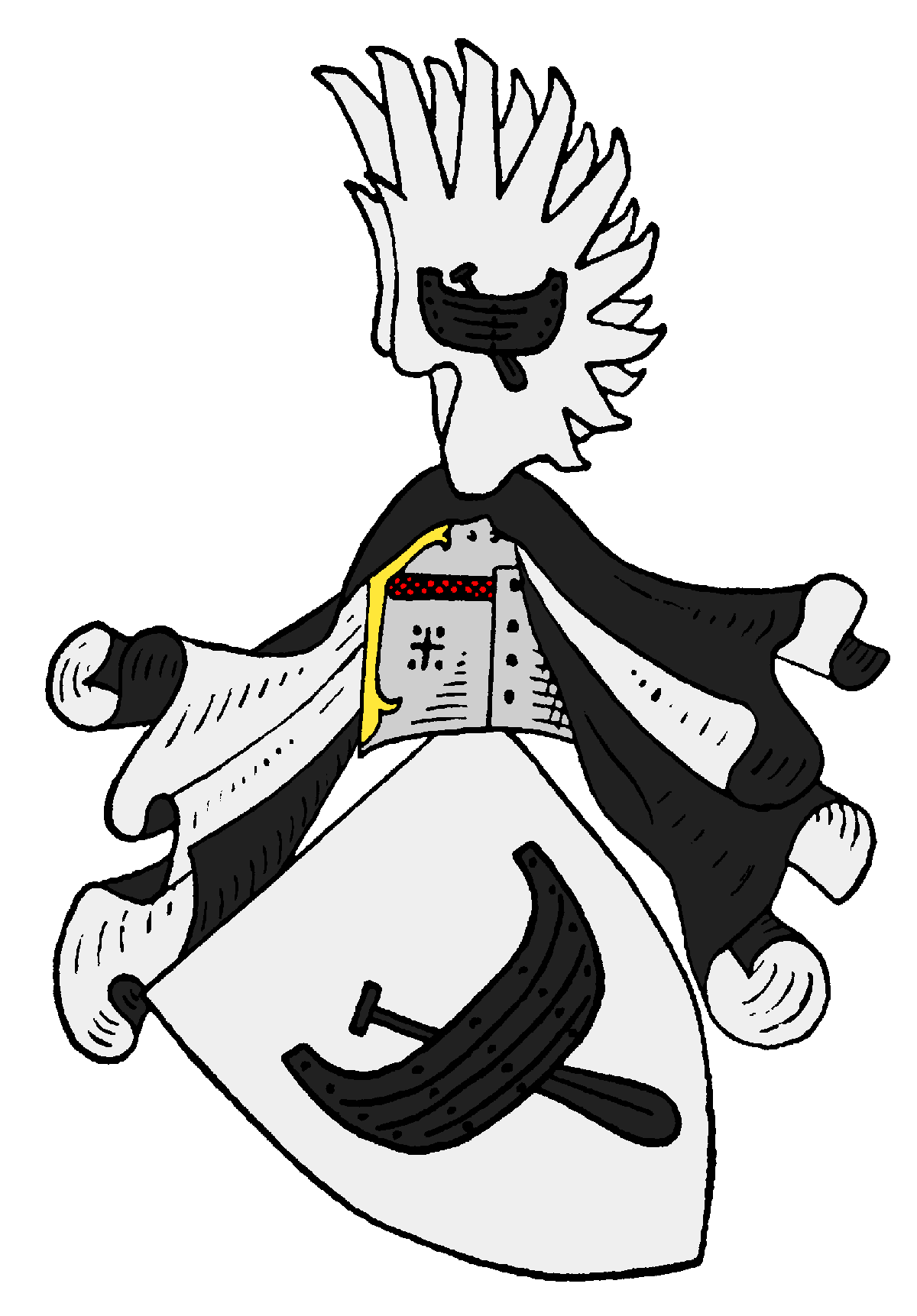
Wappen derer von Thannhausen

Die Herren von Thannhausen sind ein altes bis heute existierendes schwäbisch-fränkisches Adelsgeschlecht mit gleichnamigem Stammhaus in Tannhausen bei Ellwangen an der Jagst, welches zur schwäbischen Reichsritterschaft des Kantons Kocher gehörte. 1496 ist Wilhelm von Danhausen schon Mitglied im St. Jörgenschild, dem Vorläufer der Ritterschaft, die sich dann zur Reichsritterschaft verband.

## Geschichte

### Ursprung

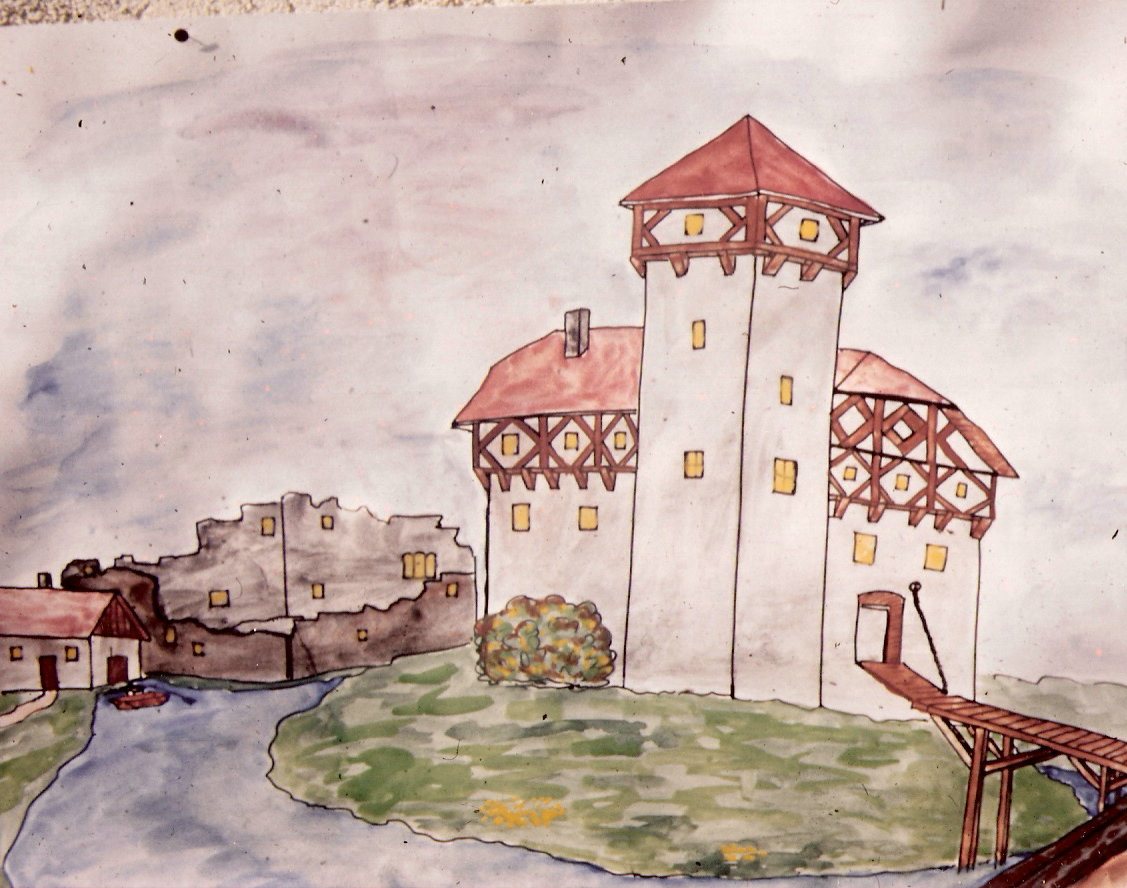
Burg Thannhausen, um 1567 (Zeichnung)

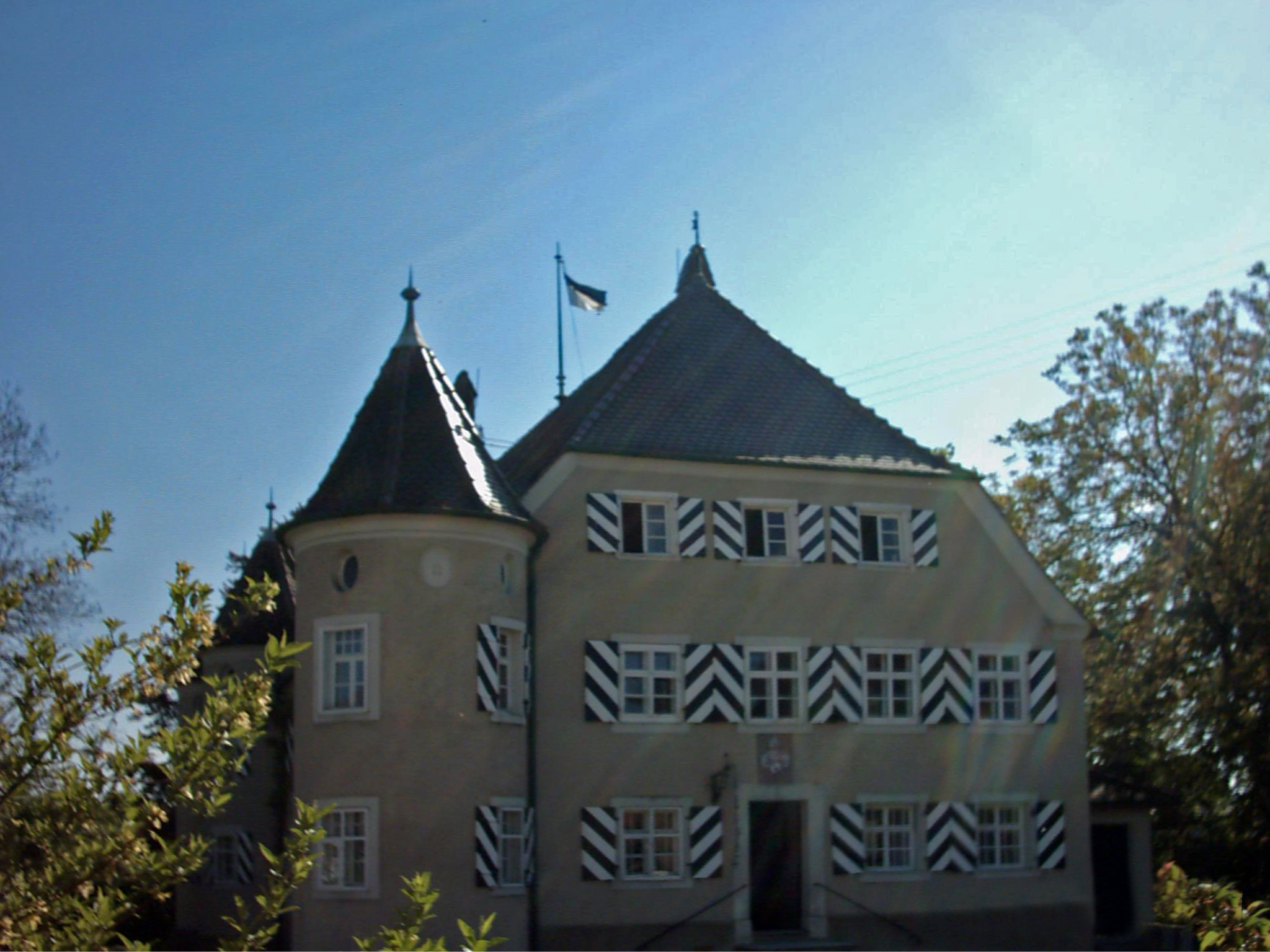
Thannhausen Stammsitz

Die Freiherren von und zu Thannhausen können ihre Abstammung und Herkunft bis auf die Karolinger zurückverfolgen, nämlich kamen diese alten, und ersten Herren von Thannhausen ursprünglich als Franken in das Nördlinger Ries. Sie gehören zu den ältesten Adelsfamilien des Rieses und sind das einzige Geschlecht im Ries, das sich bis heute immer unter demselben Namen auf dem alten Stammsitz erhalten hat. Ihr Auftrag wurde von den Karolingern gegeben, dort die Adelsherrschaft zu übernehmen, wie dies um 700 bis 900 vielen Adelsgeschlechtern der West-Franken aufgetragen wurde. Sie gaben ihrem Stammsitz und allen Burgen ihrer Nachkommen den Namen Thannhausen. Sie schienen auch unter besonderem Schutz der nachfolgenden Staufer zu stehen, dies zeigen die Ämter der damaligen Thannhausen, die diese bei König Friedrich II. (Schwaben) von Hohenstaufen innehatten. In der Frühzeit findet man die Herren von Thannhausen vielfach im Gefolge des Königs und Kaisers, was eine sehr große Ehre und Auszeichnung für den Adligen war, und nur den tüchtigsten und tapfersten Adligen gewährt wurde, so ist im Jahre 1212 ein Albertus de Tanhusen als kaiserl. Kämmerer genannt.
Vor dem Jahr 800 erscheint der Ort Thannhausen, heute Tannhausen, ohne h nach einer Rechtschreibreform im Jahr 1903, auch noch nicht auf der Landkarte im Ries, sondern danach. Urkundlich wird Tannhausen das erste Mal 1100 erwähnt und als eines der ältesten bekannten Mitgliedern der Familie, tritt 1145 Sigiboto de Tanhusen urkundlich auf, als Verwandter und Vogt von Bruno, Bischof des Straßburger Bistums.
Nach dem Untergang der Staufer Kaiser bekleideten Familienmitglieder bedeutende Ämter bei einem Fürsten, so kommt 1552 Wilhelm v. Thannhausen als Reiterhauptmann und Hofmeister im Dienste des Markgrafen von Brandenburg-Ansbach vor, er wurde 1518 geboren, und starb im hohen Alter von 79 Jahren am 27. Oktober 1596 zu Stauf (Thalmässing). Sein Sohn Hans-Wolf (1555–1635) war während der unruhigen Zeit im Dreißigjährigen Krieg Fürstl. Brandenburg'scher Kammerrat und Reiterhauptmann. Er hatte große Ungemach zu erdulden, denn seine Frau Sybille v. Seckendorff und die meisten ihrer Kinder fielen wohl der damaligen Pestseuche zum Opfer.
Die späteren Generationen der Familie gehörten dann vorwiegend ab dem 13. Jahrhundert zu den Ministerialen der Grafen von Oettingen-Wallerstein, bis zum Jahr 1849. Danach standen die Glieder der Familie vor allem als Offiziere oder im Forstwesen in den Diensten des Hauses Württemberg, der Fürsten von Hohenzollern-Sigmaringen, als auch im Dienste der Bischöfe von Würzburg. Und so nahmen zwei Tannhäuser an den Feldzügen Napoleons im Jahre 1812 teil. Friedrich von Thannhausen war Oberstleutnant und wurde beim Rückzug der Grande Armée an der Beresina zum letzten Mal verwundet gesehen. Sein Bruder Maximilian fiel als Oberleutnant in der Schlacht bei Hanau, durch die Unvorsichtigkeit seiner Kameraden.
Der Stammsitz, einst eine Wasserburg, befindet sich im Privatbesitz und war im Laufe der Jahrhunderte vielen Kriegen und Feuersbrünsten ausgesetzt und brannte dreimal ab, und zwar in den Jahren 1567, 1621, ebenso 1649. Seine heutige Gestalt erlangte das Gebäude in den Jahren nach 1767. Während des letzten Krieges von 1939–1945 blieb Schloss Thannhausen vor Zerstörung bewahrt.

## Der Tannhäuser
Dem Zeugnis des Mönchs Felix Fabri (* um 1438/39–1502) zufolge soll der Minnesänger Tannhäuser diesem Geschlechte angehört haben. Urkundlich wird im Jahre 1246 Lupoldus Danhäuser in einer Urkunde der Grafen von Hohenlohe als Zeuge genannt, zusammen mit seinem Bruder Siboto Danhäuser. So könnte der Minnesänger den Vornamen Lupoldus geführt haben, denn es ist nicht bekannt welchen Vornamen er führte. Allerdings erachtete schon Johannes Siebert in seiner Tannhäuser-Monographie von 1934 dieses Zeugnis als wenig wahrscheinlich, die neuere Forschungsliteratur lehnt derart sichere Herkunftszuweisungen vollends ab, da die biographische Quellenlage zu dürftig ist.

## Wappen
Das Wappen zeigt in Silber einen schwarzen Nachen mit rechts abhängender schwarzer Ruderstange. Auf dem Helm mit schwarz-silbernen Decken ein geschlossener, mit dem Nachen belegter silberner Flug.

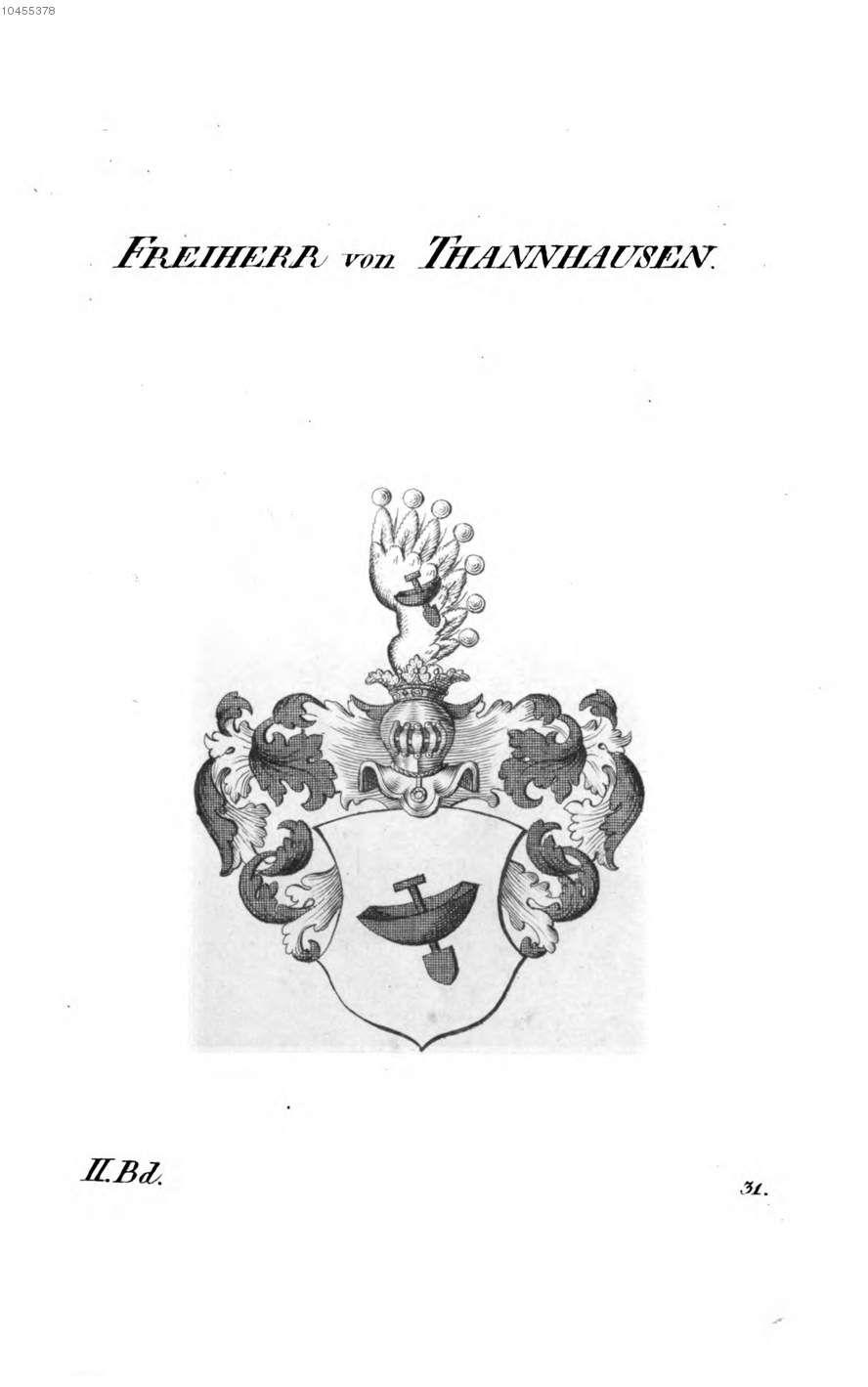
Wappen in Tyroffs Wappenbuch
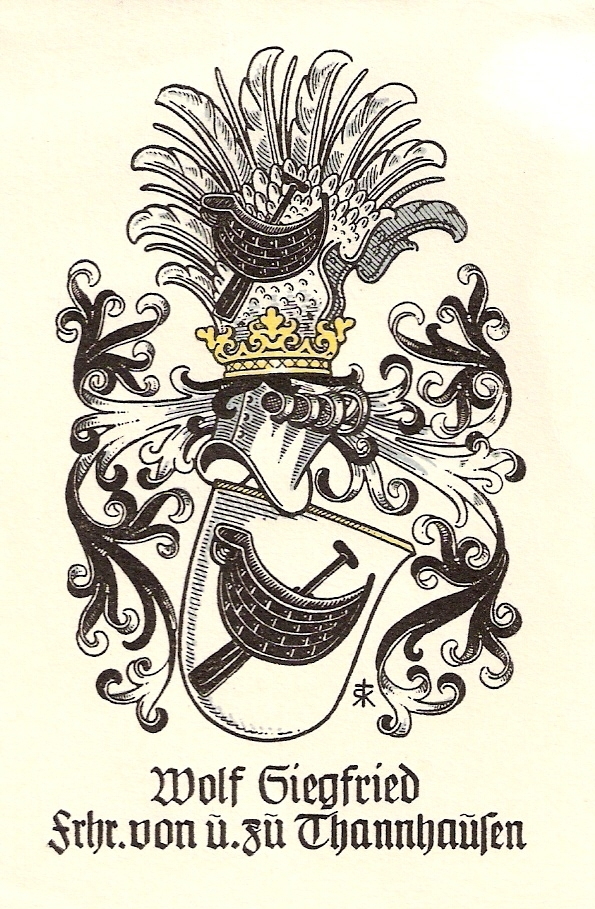
Exlibris mit Wappen der Thannhausen